# Aeroportul Internațional Jacksonville
Aeroportul Internațional Jacksonville (IATA: JAX, ICAO: KJAX, FAA LID: JAX) este un aeroport din Jacksonville, Florida, Comitatul Duval, Florida, Florida, Statele Unite ale Americii ce deservește zona Jacksonville metropolitan area⁠(d). Aeroportul a fost tranzitat în 2023 de 7.446.084 de pasageri. A fost deschis în octombrie 1968.
Situat la o altitudine de 9 m, aeroportul dispune de 2 piste.

## Infrastructură

### Piste
Aeroportul dispune de 2 piste. Pista 08/26 are suprafața de beton și dimensiunile 10.000 picioare × 150 picioare. Pista 14/32 are suprafața de beton și dimensiunile 7.701 picioare × 150 picioare. 